# Sophia Bush
Sophia Anna Bush (Pasadena, 8 de juliol de 1982) és una actriu estatunidenca coneguda pel seu paper televisiu de Brooke Davis a la sèrie One Tree Hill, que ha actuat a la televisió (aparicions a Sabrina, the Teenage Witch i Nip/Tuck) i al cinema.

## Biografia
Va néixer a Pasadena, Califòrnia el 8 de juliol de 1982, filla de Charles William Bush, fotògraf, i Maureen Bush, gerent d'un estudi de fotografia. Va assistir a la secundària catòlica privada per a noies Westridge Highschool, de l'equip de voleibol de les quals va ser jugadora.
A Westridge estava obligada a participar en el programa d'arts teatrals: «Part de les exigències escolars incloïen participar en una obra de teatre. Jo estava molt molesta perquè volia jugar a voleibol i vaig haver de deixar-ho per fer aquesta obra, però després de l'actuació em vaig adonar que m'agradaria fer això la resta de la meva vida. Va ser com a amor a primera vista.»
Amb de 17 anys, Sophia va ser nomenada Reina en la Desfilada de les Roses. Va estudiar fins a tercer any de periodisme en la University of Southern Califòrnia (USC), i de la germandat Kappa Kappa Gamma en va ser membre i President Social.

## Carrera
Bush va fer la seva primera gran aparició en la pantalla el 2002, en la pel·lícula Van Wilder: La festa salvatge, al costat de Ryan Reynolds. Això li va possibilitar aparèixer en sèries de televisió com Nip/Tuck, Sabrina, la bruixota adolescent, MythBusters i PUNK'D. El 2003, va ser triada per interpretar a Kate Brewster en la pel·lícula Terminator 3: La rebel·lió de les màquines, però va ser reemplaçada a la setmana de rodatge per Claire Danes: Jonathan Mostow, el director de la pel·lícula, va dir que l'havia reemplaçat perquè pensava que era massa jove per al paper, encara que va lloar el seu talent com a actriu.
Va continuar actuant en sèries i pel·lícules en les quals no va tenir protagonisme i, finalment, l'any 2003 va aconseguir el paper que li va donar anomenada en la sèrie de la cadena CW One Tree Hill, on interpreta a l'adinerada i cap de les animadores Brooke Davis.
Després de guanyar fama es va convertir en imatge de marques d'alt perfil. Va posar per a la portada de revistes importants com Entertainment Weekly, Maxim, Glamur, InStyle i Zooey Magazine. Bush i els seus companys de la sèrie One Tree Hill van ser contractats per MasterCard, Kmart, Chevy Cobalt i Cingular Wireless. Va dirigir tres episodis de la sèrie, incloent el penúltim episodi de la novena temporada i final.
Ha treballat a la pel·lícula The Hitcher i en Stay Alive. També va participar en Learning Corbis interpretant a Beth, una jove vegetariana, al costat de la seva amiga Brittany Snow (Kate en la pel·lícula). Els seus últims treballs són The Narrows, Table for Three i Chalet Girl.

## Vida personal
Es va casar amb el seu company de repartiment en One Tree Hill, Txad Michael Murray. Posteriorment va sortir durant un període amb James Lafferty, també company d'aquesta sèrie.
A l'abril del 2012 acaba la seva relació de tres anys amb el seu també company de repartiment en OTH, Austin_Nichols, qui fa de la seva parella en la ficció fins al final de la sèrie. Actualment es troba filmant la sèrie de la NBC Chicago P.D.

## Compromís social
Des de fa alguns anys ha aprofitat la seva fama per conscienciar sobre temes de caràcter social com la discriminació de les persones homosexuals, la causa del medi ambient en general, la conservació d'energia, el reciclat i, recentment, una recollida de fons destinats a ajudar a les persones que viuen a la zona del golf de Mèxic afectada pel desastre ambiental de la plataforma petroliera Deepwater Horizon, que va tenir lloc el 20 d'abril de 2010. Va ser personalment a Louisiana i va comentar en diverses entrevistes l'horror que va trobar visitant aquests llocs. La recollida de fons està en marxa en Internet a través de la pàgina web de "crowdsourcing" Crowdrise.com. Per donar suport a la recollida de fons, l'actriu va dir que té intenció de córrer, el proper mes de novembre, mitja marató pesi a sofrir d'asma, tenir un genoll que antigament li va causar problemes i portar des dels 13 anys sense haver practicat aquesta activitat.

## Filmografia
| Pel·lícules | Pel·lícules                                                   | Pel·lícules    | Pel·lícules                                                        |
| Any         | Sèrie                                                         | Protagonista   | Altres dades                                                       |
| ----------- | ------------------------------------------------------------- | -------------- | ------------------------------------------------------------------ |
| 2002        | Van Wilder: La festa salvatge (National Lampoon's Van Wilder) | Sally          |                                                                    |
| 2003        | Learning Corbis                                               | Beth           |                                                                    |
| 2005        | Supercross                                                    | Zoe            |                                                                    |
| 2006        | Stay Alive                                                    | October Bantum |                                                                    |
| 2006        | John Tucker Must Die                                          | Beth           |                                                                    |
| 2007        | The Hitcher                                                   | Grace Andrews  |                                                                    |
| 2008        | The Narrows                                                   | Kathy Popovich |                                                                    |
| 2008        | Table for Three                                               | Mary           |                                                                    |
| 2011        | Chalet Girl                                                   |                |                                                                    |
| Televisió   |                                                               |                |                                                                    |
| Any         | Títol                                                         | Personatge     | Altres dades                                                       |
| 2002        | Points of Origin                                              | Carrie Orr     |                                                                    |
| 2003        | The Flannerys                                                 |                |                                                                    |
| 2003        | Sabrina, the Teenage Witch                                    | Fate Mackenzie |                                                                    |
| 2003        | Nip/Tuck                                                      | Ridley         |                                                                    |
| 2003-2012   | One Tree Hill                                                 | Brooke Davis   | Personatge principal                                               |
| 2005        | Punk'd                                                        | Ella mateixa   |                                                                    |
| 2012        | Partners                                                      | Ali            |                                                                    |
| 2013-2014   | Chicago Fire                                                  | Erin Lindsay   | 8 episodis                                                         |
| 2014        | Chicago PD                                                    | Erin Lindsay   | Personatge principal                                               |
| 2014        | MythBusters                                                   | Princesa Leia  | Estrellla convidada; Episodi Especial de la Guerra de les Galàxies |
| 2016        | Chicago Med                                                   | Erin Lindsay   |                                                                    |

## Premis
| Any  | Grup               | Premi                                       | Resultat   | Notes                              |
| ---- | ------------------ | ------------------------------------------- | ---------- | ---------------------------------- |
| 2005 | Premis Teen Choice | Choice TV Actress: Drama                    | Nominada   | One Tree Hill                      |
| 2006 | Premis Teen Choice | TV - Choice Actress: Drama/Action Adventure | Nominada   | One Tree Hill                      |
| 2007 | Vail Film Festival | Rising Star Award                           | Guanyadora |                                    |
| 2007 | Premis Teen Choice | Choice Movie Actress: Comedy                | Guanyadora | John Tucker Must Die               |
| 2007 | Premis Teen Choice | Choice Movie Actress: Terror/Thriller       | Guanyadora | The Hitcher                        |
| 2007 | Premis Teen Choice | Choice Movie: Breakout Female               | Guanyadora | The Hitcher / John Tucker Must Die |
| 2008 | Premis Teen Choice | Choice TV Actress: Drama                    | Nominada   | One Tree Hill                      |